# Hamnskärsfjärden, Korpo
Hamnskärsfjärden är en fjärd i Finland. Den ligger i Korpo i landskapet Egentliga Finland, i den sydvästra delen av landet, 190 km väster om huvudstaden Helsingfors. Den ansluter till Ulvingsdjupet i väster.
Hamnskärsfjärden avgränsas av Jurmo i norr, Österlanden i nordöst, Svarta Sundskär och Lilla Rödskär i öster, Släta Lekattskär och Kolmen i sydöst, Stora Hamnskär i söder, Gaddarna i väster samt Skalmören i nordväst.